# エドモンズ大学日本校

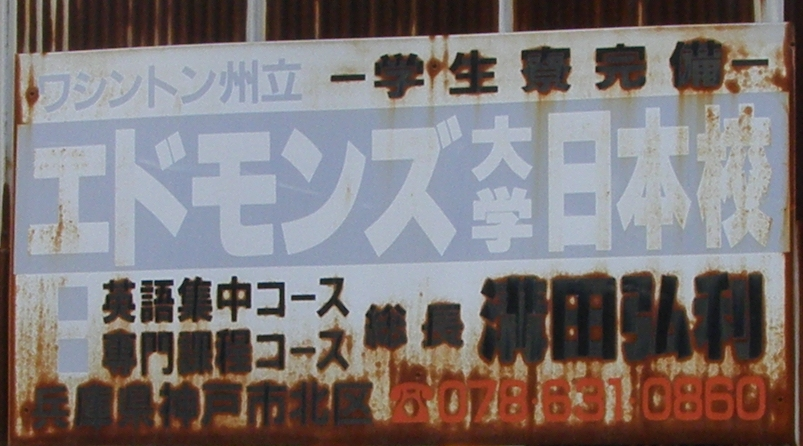
閉校10年後も道路脇に残っていた同校の看板（2007年12月17日撮影）

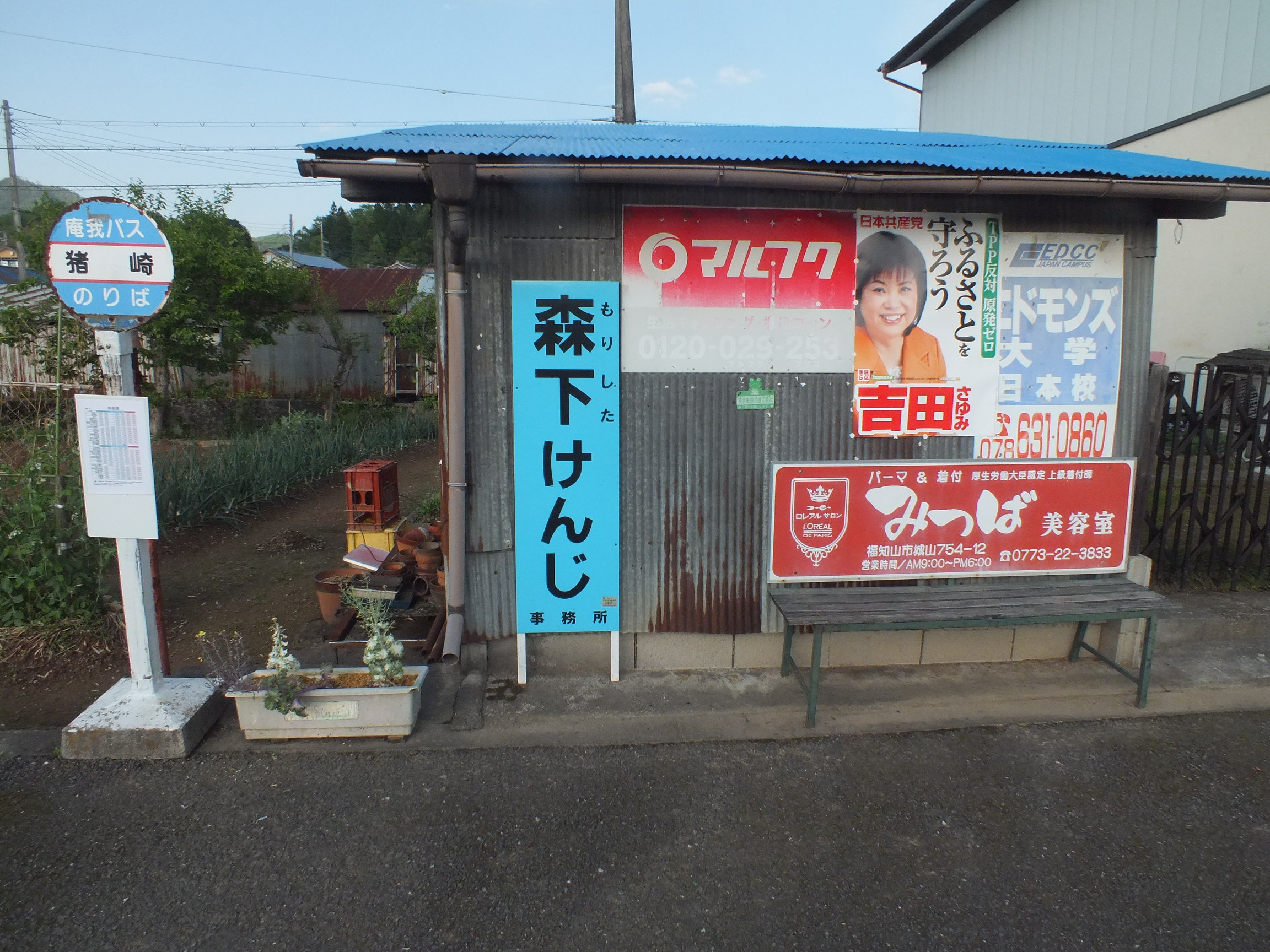
2012年当時にバス停に残されていたエドモンズ大学日本校看板（福知山市猪崎）

エドモンズ大学日本校（エドモンズだいがくにほんこう）は、かつて兵庫県神戸市北区大脇台に存在した各種学校。

## 概要
校舎は神戸電鉄有馬線北鈴蘭台駅から東へ2km、国道428号（有馬街道）小部峠交差点から東へ1kmに位置し、兵庫県道16号（主要地方道明石神戸宝塚線。六甲山ドライブウェイ）沿いにあった。
米国のワシントン州立エドモンズ大学（コミュニティ・カレッジである）の名を冠するが、カリキュラム等の連関や交流はなく、実質的には無関係であった。
エドモンズ大学日本校は、近畿地方を中心に東北地方から鹿児島県まで日本各地の民家の壁面に広告看板を出すなどしており、学生勧誘の宣伝の露出が非常に多かった。看板には学校名のほかに、理事長である溝田弘利の名が（「総長」として）記されていた（添付写真を参照）。
「大学行くには頭が足りない、留学行くにも金がない、だから僕らはエドモンズ！」というフレーズのテレビCMを北海道・関東地方・沖縄県を除く全国で盛んに流していた。
閉校後も同校の広告看板は、理事長を同じくしていた姫路学院女子短期大学の「ひめがくキャンパスランド」（学内にあった遊園地・ポニー牧場・わんわんランド・スポーツクラブ・自動車教習所・スーパー銭湯などを擁するレジャー施設）や「姫路バンブー植物園」の看板とともに各地に残存している。
校舎跡は2003年（平成15年）にクラーク国際専門学校が購入し、クラークノースウエスト専門学校の校舎として利用していた。2025年現在は社会福祉法人白百合学園が児童福祉施設として使用している。

## 沿革
- 1990年（平成2年）4月1日 理事長溝田弘利神戸市議（当時）によって開学。
- 1993年（平成5年）4月1日 東京校を開校するも、わずか2ヶ月で閉鎖[4]。
- 1997年（平成9年）3月31日 閉校。

## 関連教育機関
- 姫路学院女子短期大学（2001年5月廃止）
- 神戸弘陵学園高等学校
- けやき保育園（2025年現在も運営[5]）